# جون كيركباتريك (موسيقي)
جون كيركباتريك (بالإنجليزية: John Kirkpatrick) هو موسيقي بريطاني، ولد في 8 أغسطس 1947.

## وصلات خارجية
- جون كيركباتريك على موقع IMDb (الإنجليزية)
- جون كيركباتريك على موقع ميوزك برينز (الإنجليزية)
- جون كيركباتريك على موقع أول ميوزيك (الإنجليزية)
- جون كيركباتريك على موقع ديسكوغز (الإنجليزية)